# Jacyn Goble
Jacyn Goble (* 22. Februar 1981 in Miami, Florida) ist ein US-amerikanischer Schiedsrichter im Basketball, der seit dem Jahr 2016 in der NBA tätig ist. Er trägt die Uniform mit der Nummer 68.

## Karriere

### National Basketball Association
Goble begann im Jahr 2016 seine NBA-Schiedsrichterlaufbahn beim Spiel der Indiana Pacers gegen die Los Angeles Lakers.
Zuvor war er vier Jahre als Schiedsrichter in der NBA G-League tätig.

## Privates
Sein älterer Bruder John Goble ist ebenfalls Schiedsrichter in der NBA.